# Nonni Ardal Hammarström
Jon Walter Nonni Ardal Hammarström (* 25. August 2001 in Stockholm) ist ein schwedischer Schauspieler.

## Leben und Karriere
Hammarström wurde am 25. August 2001 in Stockholm geboren. Sein Debüt gab er 2022 in der Fernsehserie Toppen. Anschließend war er 2023 in Gaslight zu sehen. Unter anderem trat er in dem Kurzfilm Sankta Lucia auf. Im selben Jahr bekam er in der Serie Ondskan eine Hauptrolle.
Zusammen mit den beiden Schauspielern Malte Gårdinger und Bob Mattsson hat Hammarström auch einen Podcast namens Regelboken.

## Filmografie
- 2022: Toppen (Fernsehserie)
- 2023: Gaslight (Fernsehserie)
- 2023: Sankta Lucia (Kurzfilm)
- 2023: Ondskan (Fernsehserie)